# (3086) Kalbaugh
(3086) Kalbaugh (1980 XE) – planetoida z pasa głównego asteroid okrążająca Słońce w ciągu 2,69 lat w średniej odległości 1,94 j.a. Odkryta 4 grudnia 1980 roku.